# Aleksandar Cvetković (Fußballspieler)
Aleksandar Cvetković (serbisch-kyrillisch Александар Цветковић; * 4. Juni 1995 in Prokuplje) ist ein serbischer Fußballspieler.

## Karriere

### Verein
Cvetković begann seine Laufbahn in der Jugend des FK BSK Borča. Zur Saison 2013/14 wurde er in den Kader der ersten Mannschaft befördert. Bis Saisonende kam er zu 28 Partien für Borča in der zweitklassigen Prva Liga, in denen er drei Tore erzielte. Im Sommer 2014 wechselte er zum Erstligisten FK Jagodina. In Jagodina fungierte er lediglich als Ersatzspieler und absolvierte in seiner ersten Saison ein Spiel in der SuperLiga. In der nächsten Spielzeit 2015/16 bestritt er drei Ligapartien für Jagodina, bevor er Anfang 2016 auf Leihbasis zum FK BSK Borča zurückkehrte. Bis Saisonende kam der Abwehrspieler zu 14 Einsätzen für seinen Jugendklub in der Prva Liga. Im Sommer 2016 wurde er fest verpflichtet. In der folgenden Spielzeit 2016/17 absolvierte er 27 Spiele für Borča in der zweithöchsten serbischen Spielklasse, in denen er zwei Tore schoss. Im Sommer 2017 wechselte er in die Schweiz zum Zweitligisten FC Wohlen. In Wohlen bestritt er 13 Partien in der Challenge League und erzielte dabei ein Tor. Im Februar 2018 schloss er sich dem Erstligisten Grasshopper Club Zürich an, für den er bis Saisonende fünfmal in der Super League zum Einsatz kam. In der folgenden Spielzeit stand er in 27 Super-League-Spielen für die Grasshoppers auf dem Platz und traf dabei einmal. Die Mannschaft stieg schlussendlich als Tabellenletzter in die Challenge League ab. In der nächsten Saison 2019/20 absolvierte er 30 Partien für den Schweizer Rekordmeister in der Challenge League, in denen er zwei Tore erzielte. In der Spielzeit 2020/21 kam er zu 26 Einsätzen in der zweithöchsten Schweizer Spielklasse und traf dabei einmal. Der Grasshopper Club stieg schließlich als Tabellenerster in die Super League auf.
In der Saison 2022/23 und bis Februar 2024 lief Aleksandar Cvetković für den FC Aarau auf; anschließend wechselte er nach Malaysia.

### Nationalmannschaft
Cvetković bestritt mindestens zwei Partien für die serbische U-20-Auswahl.